# Rubia infundibularis
Rubia infundibularis är en måreväxtart som beskrevs av William Botting Hemsley och John Henry Lace. Rubia infundibularis ingår i släktet krappar, och familjen måreväxter. Inga underarter finns listade i Catalogue of Life.